# Tour de Pologne 2013
Tour de Pologne 2013 – 70. edycja wyścigu kolarskiego Tour de Pologne, która odbyła się w dniach 27 lipca – 3 sierpnia 2013. Impreza należała do cyklu UCI World Tour 2013.
Po raz czwarty w historii wyścigu jego trasa częściowo wiodła poza terytorium Polski (w trzech wcześniejszych edycjach kolarze wjeżdżali na rundy z Cieszyna do Czeskiego Cieszyna). Jednak podczas jubileuszowego Tour de Pologne po raz pierwszy doszło do przeprowadzenia etapu w całości poza granicami Rzeczypospolitej (od startu do mety). Dwa pierwsze etapy odbyły się bowiem we włoskim Trydencie – dodatkowo więc była to pierwsza i dotychczas jedyna edycja Tour de Pologne rozpoczynająca się poza Polską. 28 lipca 2013, na mecie 2. etapu, kolarze wjechali na najwyżej położony punkt w dziejach Tour de Pologne – Przełęcz Pordoi, liczącą 2239 m n.p.m. Wyścig zakończył się jazdą indywidualną na czas – 3 sierpnia 2013 w Krakowie.
Był to również pierwszy wyścig, w którym zastosowano zmiany narzucone przez Międzynarodową Unię Kolarską – zmniejszenie liczby zawodników w drużynie z ośmiu do sześciu, a także wprowadzenie bonifikat sekundowych na mecie za aktywność na premiach górskich, lotnych i specjalnej premii „intergiro”.

## Uczestnicy
W wyścigu wystartowało 19 zawodowych zespołów UCI World Tour 2013 oraz dodatkowe ekipy zaproszone przez organizatorów (drużyny z „dzikimi kartami”). W wyścigu wystartowało 17 polskich kolarzy: Michał Gołaś (Omega Pharma-Quick Step), Przemysław Niemiec (Lampre-Merida), Rafał Majka (Team Saxo-Tinkoff), Maciej Paterski (Cannondale), Sylwester Szmyd (Movistar Team), Tomasz Marczyński (Vacansoleil-DCM), Bartosz Huzarski (Team NetApp), Jacek Morajko, Bartłomiej Matysiak, Mateusz Taciak, Adrian Honkisz (wszyscy CCC Polsat Polkowice), Łukasz Bodnar, Paweł Cieślik, Karol Domagalski, Kamil Gradek, Adam Stachowiak i Paweł Franczak (wszyscy Reprezentacja Polski).
| Numery  | Kod | Drużyna                 |
| ------- | --- | ----------------------- |
| 1-6     | AST | Astana Pro Team         |
| 11-16   | OPQ | Omega Pharma-Quick Step |
| 21-26   | LAM | Lampre-Merida           |
| 31-36   | SKY | Sky Procycling          |
| 41-46   | BMC | BMC Racing Team         |
| 51-56   | TST | Team Saxo-Tinkoff       |
| 61-66   | CAN | Cannondale              |
| 71-76   | KAT | Team Katusha            |
| 81-86   | RLT | RadioShack-Leopard      |
| 91-96   | BEL | Belkin                  |
| 101-106 | GRS | Garmin-Sharp            |
| 111-116 | MOV | Movistar Team           |

| Numery  | Kod | Drużyna              |
| ------- | --- | -------------------- |
| 121-126 | EUS | Euskaltel-Euskadi    |
| 131-136 | OGE | Orica-GreenEDGE      |
| 141-146 | ARG | Argos-Shimano        |
| 151-156 | VCD | Vacansoleil-DCM      |
| 161-166 | LTB | Lotto-Belisol        |
| 171-176 | ALM | Ag2r-La Mondiale     |
| 181-186 | FDJ | FDJ                  |
| 191-196 | TNE | Team NetApp          |
| 201-206 | COL | Colombia             |
| 211-216 | CCC | CCC Polsat Polkowice |
| 221-226 | POL | Reprezentacja Polski |

## Przebieg trasy
| Etap          | Data       | Start                   | Meta                           | Dystans  | Typ | Typ         | Zwycięzca         | Lider             |
| ------------- | ---------- | ----------------------- | ------------------------------ | -------- | --- | ----------- | ----------------- | ----------------- |
| 1.            | 27 lipca   | Rovereto                | Madonna di Campiglio           | 184,5 km |     | górski      | Diego Ulissi      | Diego Ulissi      |
| 2.            | 28 lipca   | Marilleva (Val di Sole) | Przełęcz Pordoi (Val di Fassa) | 195,5 km |     | górski      | Christophe Riblon | Rafał Majka       |
| Dzień przerwy |            |                         |                                |          |     |             |                   |                   |
| 3.            | 30 lipca   | Kraków                  | Rzeszów                        | 226 km   |     | płaski      | Thor Hushovd      | Rafał Majka       |
| 4.            | 31 lipca   | Tarnów                  | Katowice                       | 231,5 km |     | pagórkowaty | Taylor Phinney    | Rafał Majka       |
| 5.            | 1 sierpnia | Nowy Targ               | Zakopane                       | 160,5 km |     | górski      | Thor Hushovd      | Jon Izagirre      |
| 6.            | 2 sierpnia | Terma Bukowina T.       | Bukowina Tatrzańska            | 192 km   |     | górski      | Darwin Atapuma    | Christophe Riblon |
| 7.            | 3 sierpnia | Wieliczka               | Kraków                         | 37 km    |     | ITT         | Bradley Wiggins   | Pieter Weening    |

## Etapy

### 1. etap: Rovereto > Madonna di Campiglio
| Miejsce | Zawodnik       | Zespół | Czas       |
| ------- | -------------- | ------ | ---------- |
| 1.      | Diego Ulissi   | LAM    | 4h 59' 32" |
| 2.      | Darwin Atapuma | COL    | + 0"       |
| 3.      | Rafał Majka    | TST    | + 0"       |
| 4.      | Eros Capecchi  | MOV    | + 0"       |
| 5.      | Ivan Basso     | CAN    | + 0"       |

| Miejsce | Zawodnik       | Zespół | Czas       |
| ------- | -------------- | ------ | ---------- |
| 1.      | Diego Ulissi   | LAM    | 4h 59' 22" |
| 2.      | Darwin Atapuma | COL    | + 4"       |
| 3.      | Rafał Majka    | TST    | + 6"       |
| 4.      | Eros Capecchi  | MOV    | + 10"      |
| 5.      | Ivan Basso     | CAN    | + 10"      |

### 2. etap: Marilleva > Przełęcz Pordoi
| Miejsce | Zawodnik          | Zespół | Czas       |
| ------- | ----------------- | ------ | ---------- |
| 1.      | Christophe Riblon | ALM    | 6h 03' 40" |
| 2.      | Thomas Rohregger  | RTL    | + 1' 02"   |
| 3.      | Georg Preidler    | ARG    | + 1' 18"   |
| 4.      | Sergio Henao      | SKY    | + 1' 35"   |
| 5.      | Rafał Majka       | TST    | + 1' 35"   |

| Miejsce | Zawodnik          | Zespół | Czas        |
| ------- | ----------------- | ------ | ----------- |
| 1.      | Rafał Majka       | TST    | 11h 04' 43" |
| 2.      | Sergio Henao      | SKY    | + 4"        |
| 3.      | Christophe Riblon | ALM    | + 6"        |
| 4.      | Pieter Weening    | OGE    | + 7"        |
| 5.      | Jon Izagirre      | EUS    | + 9"        |

### 3. etap: Kraków > Rzeszów
| Miejsce | Zawodnik           | Zespół | Czas        |
| ------- | ------------------ | ------ | ----------- |
| 1.      | Thor Hushovd       | BMC    | 5h 10' 02'' |
| 2.      | Mark Renshaw       | BEL    | + 0"        |
| 3.      | Steele Von Hoff    | GRS    | + 0"        |
| 4.      | Grega Bole         | VCD    | + 0"        |
| 5.      | Tosh Van der Sande | LTB    | + 0"        |

| Miejsce | Zawodnik          | Zespół | Czas        |
| ------- | ----------------- | ------ | ----------- |
| 1.      | Rafał Majka       | TST    | 16h 14' 45" |
| 2.      | Sergio Henao      | SKY    | + 4"        |
| 3.      | Christophe Riblon | ALM    | + 6"        |
| 4.      | Pieter Weening    | OGE    | + 7"        |
| 5.      | Jon Izagirre      | EUS    | + 9"        |

### 4. etap: Tarnów > Katowice
| Miejsce | Zawodnik                    | Zespół | Czas         |
| ------- | --------------------------- | ------ | ------------ |
| 1.      | Taylor Phinney              | BMC    | 5h 40' 17"'' |
| 2.      | Steele Von Hoff             | GRS    | + 0"         |
| 3.      | Jauhien Hutarowicz          | ALM    | + 0"         |
| 4.      | Aidis Kruopis               | OGE    | + 0"         |
| 5.      | Reinardt Janse van Rensburg | ARG    | + 0"         |

| Miejsce | Zawodnik          | Zespół | Czas        |
| ------- | ----------------- | ------ | ----------- |
| 1.      | Rafał Majka       | TST    | 21h 55' 02" |
| 2.      | Sergio Henao      | SKY    | + 4"        |
| 3.      | Christophe Riblon | ALM    | + 6"        |
| 4.      | Pieter Weening    | OGE    | + 7"        |
| 5.      | Jon Izagirre      | EUS    | + 9"        |

### 5. etap: Nowy Targ > Zakopane
| Miejsce | Zawodnik          | Zespół | Czas         |
| ------- | ----------------- | ------ | ------------ |
| 1.      | Thor Hushovd      | BMC    | 3h 54' 40"'' |
| 2.      | Mathieu Ladagnous | FDJ    | + 0"         |
| 3.      | Daniele Ratto     | CAN    | + 0"         |
| 4.      | Luka Mezgec       | ARG    | + 0"         |
| 5.      | David Tanner      | BEL    | + 0"         |

| Miejsce | Zawodnik          | Zespół | Czas        |
| ------- | ----------------- | ------ | ----------- |
| 1.      | Jon Izagirre      | EUS    | 25h 49' 41" |
| 2.      | Rafał Majka       | TST    | + 1"        |
| 3.      | Sergio Henao      | SKY    | + 5"        |
| 4.      | Christophe Riblon | ALM    | + 7"        |
| 5.      | Pieter Weening    | OGE    | + 8"        |

### 6. etap: Terma Bukowina Tatrzańska > Bukowina Tatrzańska
| Miejsce | Zawodnik          | Zespół | Czas       |
| ------- | ----------------- | ------ | ---------- |
| 1.      | Darwin Atapuma    | COL    | 5h 19' 36" |
| 2.      | Christophe Riblon | ALM    | + 2"       |
| 3.      | Leopold König     | TEN    | + 22"      |
| 4.      | Diego Ulissi      | LAM    | + 22"      |
| 5.      | Rafał Majka       | TST    | + 22"      |

| Miejsce | Zawodnik          | Zespół | Czas        |
| ------- | ----------------- | ------ | ----------- |
| 1.      | Christophe Riblon | ALM    | 31h 09' 20" |
| 2.      | Jon Izagirre      | EUS    | + 19"       |
| 3.      | Rafał Majka       | TST    | + 20"       |
| 4.      | Sergio Henao      | SKY    | + 24"       |
| 5.      | Pieter Weening    | OGE    | + 27"       |

### 7. etap: Wieliczka > Kraków
| Miejsce | Zawodnik           | Zespół | Czas     |
| ------- | ------------------ | ------ | -------- |
| 1.      | Bradley Wiggins    | SKY    | 46' 36"  |
| 2.      | Fabian Cancellara  | RLT    | + 56"    |
| 3.      | Taylor Phinney     | BMC    | + 1' 14" |
| 4.      | Marco Pinotti      | BMC    | + 1' 20" |
| 5.      | Kristof Vandewalle | OPQ    | + 1' 40" |

| Miejsce | Zawodnik          | Zespół | Czas        |
| ------- | ----------------- | ------ | ----------- |
| 1.      | Pieter Weening    | OGE    | 31h 58' 07" |
| 2.      | Jon Izagirre      | EUS    | + 13"       |
| 3.      | Christophe Riblon | ALM    | + 16"       |
| 4.      | Rafał Majka       | TST    | + 26"       |
| 5.      | Sergio Henao      | SKY    | + 51"       |

## Liderzy klasyfikacji po etapach
| Etap                 | Zwycięzca            | Klasyfikacja generalna · | Klasyfikacja górska · | Klasyfikacja najaktywniejszych · | Klasyfikacja punktowa · | Klasyfikacja drużynowa · | Najwyżej sklasyfikowany Polak · |
| -------------------- | -------------------- | ------------------------ | --------------------- | -------------------------------- | ----------------------- | ------------------------ | ------------------------------- |
| 1                    | Diego Ulissi         | Diego Ulissi             | Bartosz Huzarski      | Bartosz Huzarski                 | Diego Ulissi            | RadioShack-Leopard       | Rafał Majka                     |
| 2                    | Christophe Riblon    | Rafał Majka              | Thomas Rohregger      | Bartosz Huzarski                 | Rafał Majka             | RadioShack-Leopard       | Rafał Majka                     |
| 3                    | Thor Hushovd         | Rafał Majka              | Thomas Rohregger      | Bartosz Huzarski                 | Rafał Majka             | RadioShack-Leopard       | Rafał Majka                     |
| 4                    | Taylor Phinney       | Rafał Majka              | Thomas Rohregger      | Bartosz Huzarski                 | Steele Von Hoff         | RadioShack-Leopard       | Rafał Majka                     |
| 5                    | Thor Hushovd         | Jon Izagirre             | Tomasz Marczyński     | Bartosz Huzarski                 | Thor Hushovd            | RadioShack-Leopard       | Rafał Majka                     |
| 6                    | Darwin Atapuma       | Christophe Riblon        | Tomasz Marczyński     | Bartosz Huzarski                 | Christophe Riblon       | RadioShack-Leopard       | Rafał Majka                     |
| 7                    | Bradley Wiggins      | Pieter Weening           | Tomasz Marczyński     | Bartosz Huzarski                 | Rafał Majka             | RadioShack-Leopard       | Rafał Majka                     |
| Klasyfikacja końcowa | Klasyfikacja końcowa | Pieter Weening           | Tomasz Marczyński     | Bartosz Huzarski                 | Rafał Majka             | RadioShack-Leopard       | Rafał Majka                     |